# Klubbb3
Klubbb3, ook geschreven als KLUBBB3 of KluBBB3, is een schlagertrio dat gevormd wordt door de Nederlander Jan Smit, de Belg Christoff De Bolle en de Duitser Florian Silbereisen. De samenwerking is ontstaan naar een idee van manager Jaap Buijs en de band is vooral in Duitsland een groot succes. Het repertoire van KLUBBB3 bestaat voornamelijk uit een mix van covers en eigen materiaal.
De band werd op 10 januari 2016 onderscheiden met de smago! Award, een belangrijke prijs in Duitsland in de schlagermuziek. Op 7 januari 2017 werd de band onderscheiden met de prijs Die Eins der Besten in de categorie Band des Jahres. De prijs werd uitgereikt tijdens de ARD-televisieshow Schlager-Champions - Das große Fest der Besten. In mei 2017 kregen de heren tijdens de Schlagercountdown – Das Große Premierenfest een platina plaat voor hun eerste album Vorsicht unzensiert en een gouden plaat voor hun tweede album Jetzt geht’s richtig los!. Vanaf maart 2017 ging KLUBBB3 op tournee met Das Grosse Schlagerfest – Die Party des Jahres door Duitsland, Oostenrijk en België.

## Discografie
Het debuutalbum Vorsicht unzensiert! bereikte nummers 4, 5 en 6 in Duitsland, Oostenrijk en Vlaanderen en stond eveneens in Nederland en Zwitserland genoteerd. De opvolger Jetzt geht's richtig los! kwam in de top 3 van Vlaanderen en de Duitstalige landen, met een nummer 1-notering in Duitsland. De eerste single was Du schaffst das schon en de eerste Nederlandstalige single Het leven danst sirtaki.
Het derde album Wir werden immer mehr (januari 2018) bereikte ook de eerste plaats in Duitsland.

### Albums
| Jaar | album                               | NL | VL | D | A | CH |
| ---- | ----------------------------------- | -- | -- | - | - | -- |
| 2016 | Vorsicht unzensiert!                | 33 | 6  | 4 | 5 | 15 |
| 2017 | Jetzt geht's richtig los!           | 24 | 3  | 1 | 2 | 3  |
| 2018 | Wir werden immer mehr Ho-Dio-Di-Jee | 14 | 2  | 1 | 2 | 2  |

### Singles
| Jaar | single                                          | NL | VL  | D  | A  |
| ---- | ----------------------------------------------- | -- | --- | -- | -- |
| 2016 | Du schaffst das schon                           | -  | tip | 66 | 48 |
| 2017 | Jetzt erst recht!                               | -  | tip | -  | -  |
| 2017 | Het leven danst sirtaki Das Leben tanzt Sirtaki | 76 | tip | -  | -  |
| 2017 | Märchenprinzen (met Gloria von Thurn und Taxis) | -  | tip | -  | -  |
| 2017 | Paris Paris Paris Ho-Dio-Di-Jee                 | -  | tip | -  | -  |
| 2018 | Einmal ist immer das erste Mal                  | -  | -   | -  | -  |

## Bezetting

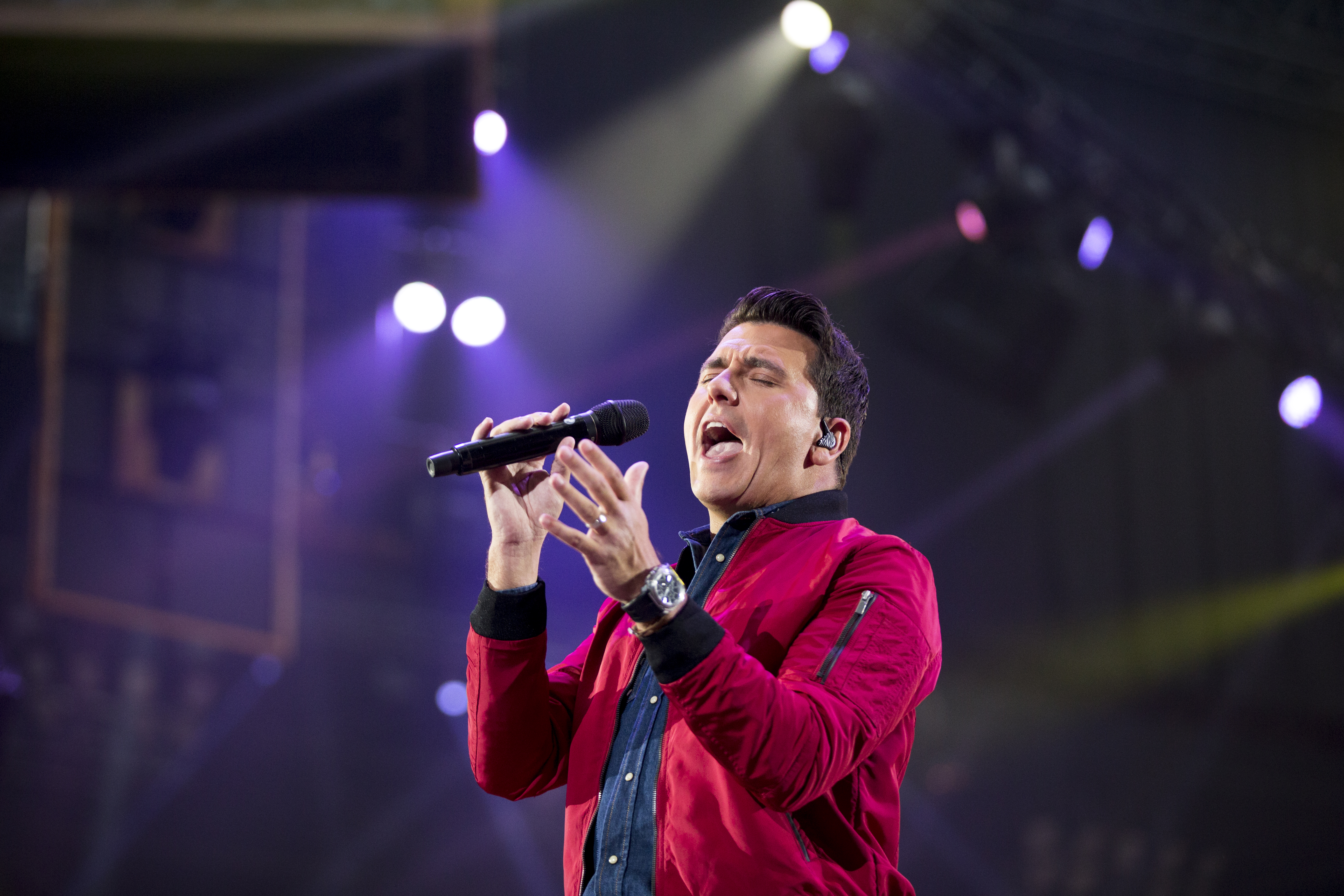
Jan Smit
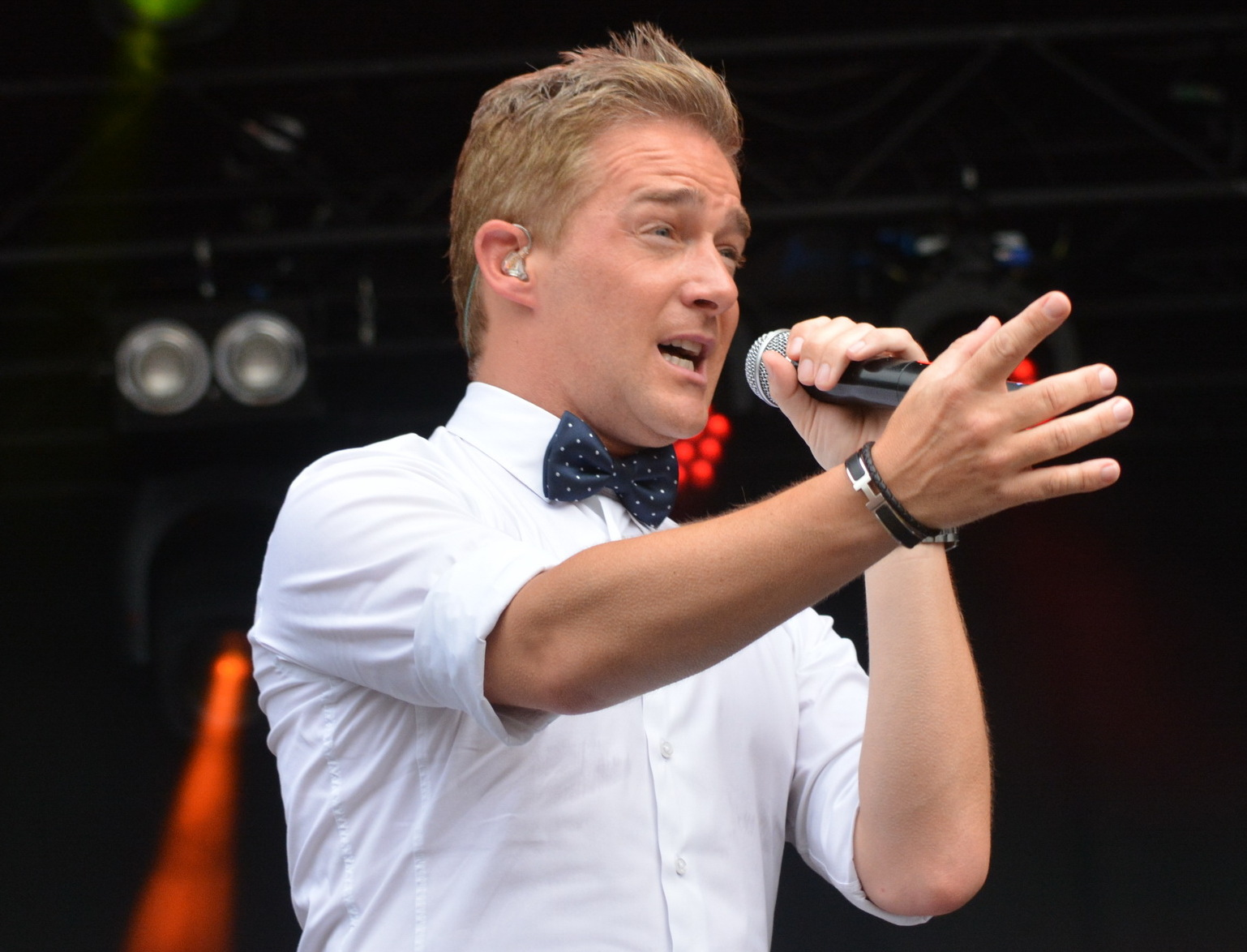
Christoff De Bolle
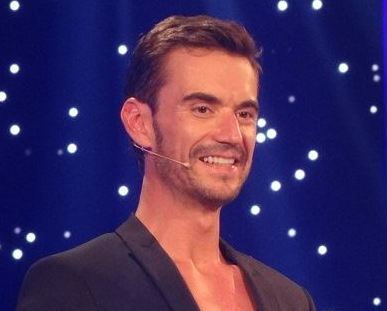
Florian Silbereisen